# Hell Is Sold Out
Pour plus de détails, voir Fiche technique et Distribution.
Hell Is Sold Out est un film britannique réalisé par Michael Anderson, sorti en 1951.

## Synopsis
Le romancier Dominic Danges, un résistant français, réapparaît après la guerre pour trouver une Suédoise qui se fait passer pour sa veuve et qui a publié un roman sous son nom. Un triangle amoureux se crée lorsqu'un ex-prisonnier de guerre ami de Danges tombe amoureux de Valerie.

## Fiche technique
- Titre original : Hell Is Sold Out
- Réalisation : Michael Anderson
- Scénario : Guy Morgan, Moie Charles, d'après le roman Satan refuse du monde (1947) de Maurice Dekobra
- Direction artistique : George Paterson
- Costumes : Nina Margo
- Photographie : Jack Asher
- Son : Tommy Meyers, Red Law
- Montage : Hazel Wilkinson
- Musique : Hans May
- Production : Raymond Stross
- Société de production : Raymond Stross Productions
- Pays d'origine :  Royaume-Uni
- Langue originale : anglais
- Format : Noir et blanc  — 35 mm — 1,37:1 — son mono
- Genre : Comédie dramatique
- Durée : 85 minutes
- Dates de sortie : Royaume-Uni : juin 1951

## Distribution
- Mai Zetterling : Valerie Martin
- Herbert Lom : Dominic Danges
- Richard Attenborough : Pierre Bonnet
- Hermione Baddeley : Mme Louise Menstrier
- Nicholas Hannen : François
- Olaf Pooley : Cheri, le secrétaire
- Eric Pohlmann : Louis, le propriétaire
- Kathleen Byron : Arlette de Balzamann
- Joan Young : Gertrude de Montfort Cole
- Aletha Orr : Eunice Weinhardt
- Virginia Bedard : Irma Reinhardt
- Ivor Barnard : chauffeur de taxi